# Paljor Dorje Shatra
Shatra ou Päljor Dorje (tibétain : བཤད་སྒྲ, Wylie : bshad sgra ; tibétain : དཔལ་འབྱོར་རྡོ་རྗེ, Wylie : dpal 'byor rdo rje) (1860 - 2 janvier 1919) est un lönchen, politicien et un diplomate tibétain, de la famille Shatra (zh).

## Famille
Shatra a d'abord appartenu à la famille Shangga. Son épouse appartenait à la famille Shatra dont a pris ensuite le nom. Il était un homme riche.

## Carrière
Il a été le représentant des Tibétains à Darjeeling, pendant le Raj britannique.
En 1890, il accompagna l’amban chinois lors de son voyage à Darjeeling et le soutint au cours des négociations menant à la Convention anglo-chinoise. Peu après, il fut nommé Shape (ministre).
En 1903, lui et Changkhyim et Sholkhang, deux autres membres du cabinet (Kashag) furent accusés de trahison par le Tsongdu. Shatra était à ce moment dans une position difficile: il aurait, selon le Tsongdu, comploté avec les Britanniques. À l'inverse, cependant, les Britanniques l'ont accusé d'avoir conspiré avec les Russes à cause de ses interactions avec Agvan Dorjiev. À la suite de l'accusation portée par le Tsongdu, le 13e dalaï-lama le déposa de ses fonctions et l’exila dans ses terres de Orong Kongbu (Tibet oriental). En 1915, les Britanniques indiquèrent qu'il avait été alternativement pro-russe et pro-chinois, mais que vers 1915, il aurait eu une attitude anti-chinoise et pro-britannique.
En 1907, alors que le dalaï-lama avait fui le Tibet, il fut rappelé à Lhassa par l'amban Zhang Yingtang pour participer au parlement. Fin 1907, alors que le dalaï-lama à Xi'an, en exil du Tibet, il le nomme Premier ministre avec deux autres Lonchens, Changkhyim et Sholkhang, pour qu'ils aident Lobsang Gyaltsen, régent du Tibet. En 1915, Shatra était le Lonchen le plus élevé des trois.
Quand le dalaï-lama retourna à Lhassa, il lui accorda à nouveau sa confiance. En 1908, il créa le bureau de Lonchen de trois premiers ministres. En 1910, il accompagna le dalaï-lama lors de son exil en Inde britannique.
Au cours de la rébellion de 1911, annonçant une période de plusieurs décennies d'indépendance de facto, il accueillit le moral des manifestants.
En 1913-14, il participa à la Convention de Simla en tant que plénipotentiaire tibétain, assisté de l'interprète Lama Kazi Dawa Samdup. Charles Alfred Bell qui participa aussi à Convention, lui avait conseillé lorsqu'il le rencontra à Gyantsé avant la réunion d'apporter à Simla tous les documents concernant les relations entre la Chine et le Tibet et les différentes réclamations sur les provinces et districts qui avaient été occupés temporairement par la Chine. C'est à Simla que Shatra évoqua l'idée de fonder une école britannique au Tibet.
Selon John Woodroffe, Lochen Satra fut plénipotentiaire tibétain auprès du gouvernement des Indes.

## Réputation
Il était connu pour être un homme politique progressiste et partisan de réformes au Tibet. Il avait un caractère fort et un abord amical.
Sir Charles Bell décrit Shatra comme suit : « Il a montré une connaissance de la nature humaine et une compréhension des questions politiques qui en ont surpris beaucoup à la Conférence. Sa simple dignité et le charme de ses manières l'ont fait aimer de tous ceux qui l'ont rencontré à Simla ou à Delhi »,.